# Una vita violenta (film 1962)
Una vita violenta è un film del 1962 diretto da Paolo Heusch e Brunello Rondi, tratto dall'omonimo romanzo di Pier Paolo Pasolini.

## Trama
Roma. Tommaso Puzzilli è un ragazzo cresciuto nel quartiere periferico di Pietralata. Non avendo un lavoro, Tommaso si arrangia insieme agli amici commettendo dei reati per guadagnare soldi. Una mattina un suo amico ha un incidente e finisce sotto un tram.
Dopo questo episodio Tommaso si allontana dagli amici e incontra una ragazza, Irene. Dopo il primo appuntamento al cinema, dove Tommaso allunga le mani, Irene non si fa più vedere. Allora Tommaso insieme ad altri amici va a fare la serenata sotto casa della ragazza, nel quartiere della Garbatella, ma le cose vanno male: Tommaso e i suoi amici si scontrano con dei ragazzi della zona e alla fine Tommaso ne accoltella uno. Ricercato dalla polizia, viene arrestato e finisce in carcere.
Dopo 18 mesi esce, intenzionato a cambiare vita. Nel frattempo i genitori ottengono una casa in una zona migliore e Tommaso, con l'aiuto di un prete, decide di mettere la testa a posto e sposare Irene. Quando le cose sembrano andare bene, Tommaso si ammala di tubercolosi.